# Anton Friedrich Büsching
Pour les articles homonymes, voir Büsching.
Anton Friedrich Büsching (francisé en Antoine Frédéric Büsching), né le 27 septembre 1724 à Stadthagen (Schaumbourg-Lippe), mort le 22 mai 1793 à Berlin (Brandebourg, Prusse), est un géographe allemand.

## Biographie
Anton Friedrich est le fils d'Ernst Friedrich Büsching et de son épouse, Philippina Margarete née Jobst. Il est le père de Johann Stephan Gottfried Büsching, de Johann Gustav Gottlieb Büsching et de Johanna Catharina Maria Friderika Büsching.
Il fut nommé en 1754 professeur de philosophie à Göttingen, quitta cette ville en 1761 par suite de persécutions qu'il y éprouva pour ses opinions religieuses, et se rendit à Saint-Pétersbourg, où il devint pasteur de l'église luthérienne allemande ; il partit ensuite pour Berlin en (1766), où il dirigea avec le plus grand succès le gymnasium (collège) dit du Cloître-Gris. II a laissé un grand nombre d'ouvrages sur la religion, la géographie, l'histoire, et sur l'éducation ; c'est surtout par ses ouvrages géographiques qu'il est connu.
Les plus importants sont : 
- Nouvelle Description du globe ou Géographie universelle, 1734 et années suivantes.
- Introduction à la géographie, à la politique, au commerce et aux finances des États de l'Europe, 1758.

Ces deux ouvrages ont été plusieurs fois traduits en français. Il publia en outre de 1767 à 1793 le Magasin pour l'Histoire et la Géographie, 25 volumes in-8.

## Hommage
En 1935, l'Union astronomique internationale a donné son nom (Büsching) à un cratère d'impact sur la face visible de la Lune.